# Berwald
Berwald är en tysk släkt som kom att prägla svenskt musikliv från 1700-talet långt in på 1900-talet. Släkten härstammar sannolikt från staden Bärwalde, nuvarande Mieszkowice, i det gamla preussiska landskapet Neumark i nuvarande Polen. Som stamfader räknas Daniel Berwald och den främste företrädaren var Franz Berwald. 
Enligt offentlig statistik tillgänglig i februari 2018 var 19 personer med efternamnet Berwald bosatta  i Sverige.

## Personer med efternamnet Berwald
- Astrid Berwald (1886–1982), pianist och pianopedagog
- August Berwald (1798–1869), violinist och kompositör
- Christian Friedrich Georg Berwald (1740–1825), violinist
- Daniel Berwald (1638–1691) tysk musiker, släktens stamfar
- Franz Berwald (1796–1868), tonsättare
- Fredrique Berwald (1818–1898), sångerska
- Friedrich Wilhelm Carl Berwald (1776–1798), oboist och fagottist
- Georg Johann Abraham Berwald (1758–1825),. tysk fagottist och violinist
- Hedda Berwald (1824–1880), sångerska
- Hedvig Berwald (1816–1897), pianist
- Hjalmar Berwald (1848–1930), civilingenjör och lärare i matematik
- Johan Fredrik Berwald (1787–1861), violinist, dirigent och tonsättare
- Johann Friedrich Berwald (1711–1789), tysk flöjtist
- Johann Gottfried Berwald den äldre (1679–1732), tysk musiker
- Johann Gottfried Berwald den yngre (1737–1814), tysk  violinist
- Julie Berwald (1822–1877), operasångerska
- Mathilda Berwald (1798–1877), sångerska och sångpedagog
- Ragnar Berwald (1882–1977), ingenjör

## Medlemmar i släkten Berwald
Numreringen visar den "musikaliska huvudlinjen" enligt Broman.
- 1. Daniel Berwald (omkring 1638–1691)
  - Gift 3 med Anna Maria Krapp (omkring 1660-?)
- 2. Johann Gottfried Berwald den äldre (1679–1732), son till 1.
  - Gift 2 med Elisabeth Sophia Lüder(iz) (1692–1721)
- 3. Johann Friedrich Berwald (1711–1789), son till 2.
  - Gift 1 med Susanne Genée (1713–1750)
    - Barn: 4. Johann Gottfried Berwald den yngre (1737–omkring 1814)
      - Gift med Christiania Auguste Hartmann
        - Barn: Luzie (Hinze) (1779-)

    - Barn: 5. Christian Friedrich Georg Berwald (1740–1825)
      - Gift 1 med Johanna Struve (1760–1787)
        - Barn: Johann Heinrich (1781–1828)
        - Barn: Georg Friedrich (1783–1805)
        - Barn: Sophia (Sofi) (1784–1873)

      - Gift 2 med Brita Agneta Bruno (1766–1809)
        - Barn: Charlotte (1791–1881)
        - Barn: Caroline (1794–1885)
        - Barn: 6. Franz Adolph Berwald (1796–1868)
          - Gift med Mathilde Scherer (1817–1888)
            - Barn: 7. Hjalmar Berwald (1848–1930)
              - Gift med Victoria Bagge (1853–1905)
                - Barn: Ragnar Berwald
                - Barn: 8. Astrid Berwald (1886–1982)

        - Barn: 9. Christian August Berwald (1798–1869)
          - Gift med Hedvig Sundblad (1816–1897)

        - Barn: Hedvig (Hedda) (1803–1885)

    - Barn: Friedrich Adolph (1748–1807)

  - Gift 2 med Agneta Elisabeth Rode (1732–1757)
    - Barn: Anton Christoph (ca 1750)
    - Barn: 10. Christine Sophie Louyse Berwald (1757-)

  - Gift 3 med Maria Eleonora Rode (1729–1770)
    - Barn: 11. Georg Johann Abraham Berwald (1758–1825)
      - Barn:12. Johan Fredrik Berwald (1787–1861)
        - Gift med Mathilda Cohn
          - Barn:13. Fredrique Berwald (1818–1898)
          - Barn:14. Julie Mathilda Berwald (1822–1877)
          - Barn:15. Hedvig Berwald (1824–1880)

  - Gift 4 med änkefru Strallman, f Beyer
    - Barn: 16. Friedrich Wilhelm Carl Berwald (1776–1798)